# Liste der Monuments historiques in Julvécourt
Die Liste der Monuments historiques in Julvécourt führt die Monuments historiques in der französischen Gemeinde Julvécourt auf.

## Liste der Objekte
| Bezeichnung                           | Beschreibung                                        | Standort                        | Kennzeichnung | Schutzstatus | Datum | Bild |
| ------------------------------------- | --------------------------------------------------- | ------------------------------- | ------------- | ------------ | ----- | ---- |
| Erinnerungstafel an eine Messstiftung | Kalkstein, bezeichnet 1691                          | in der Kirche St-Mathieu (Lage) | PM55001938    | Inscrit      | 2004  |      |
| Triumphbogen mit Triumphkreuz         | Holz, farbig gefasst und vergoldet, 18. Jahrhundert | in der Kirche St-Mathieu (Lage) | PM55001937    | Inscrit      | 2004  |      |